# Alfredo Pieroni
Alfredo Pieroni (Trieszt, 1923. május 14. – Trento, 2011. szeptember 28.) olasz író, újságíró. 1975-ben az Il Resto del Carlino című bolognai napilap igazgatója lett, két évig ebben a tisztségben.

## Élete
1923-ban Triesztben született, családjával Rómába költözött, ahol diplomát szerzett. A Corriere della Sera, az Il Resto del Carlino és a Gazzetta del Popolo riportereként kezdett dolgozni.
Bonnba, majd Londonba költözött a La Settimana Incom tudósítójaként; ott ismerte meg 1958-ban Oriana Fallacit, akivel romantikus kapcsolatba kezdett.
Pieroni 2011-ben halt meg, és Trento monumentális temetőjében nyugszik.

## Munkái
- Alfredo Pieroni, Dizionario degli italiani che contano, Milano, Sperling & Kupfer, 1986.
- Alfredo Pieroni, E se USA e URSS si alleassero?, Milano, Sperling & Kupfer, Collana "SAGGI", 1988.
- Alfredo Pieroni, I russi. L'anima e la storia di un popolo, Milano, Mondadori, 1992.
- Alfredo Pieroni, Perché le sinistre non vinceranno mai più a meno che, Milano, Longanesi & Co, 1996.
- Alfredo Pieroni, Austria infelix. Grandezza e decadenza della dolce Vienna dall'impero asburgico a Haider, Milano, Biblioteca Universale Rizzoli, 2000. ISBN 9788817175081
- Alfredo Pieroni, Il figlio segreto del Duce. La storia di Benito Albino Mussolini e di sua madre, Ida Dalser, Milano, Garzanti. ISBN 9788811600503, 2006.[4]

## Külső hivatkozások
- Alfredo Pieroni az IMDB oldalán

## Fordítás
- Ez a szócikk részben vagy egészben  az   Alfredo Pieroni című angol Wikipédia-szócikk ezen változatának fordításán alapul.  Az eredeti cikk szerkesztőit annak laptörténete sorolja fel. Ez a jelzés csupán a megfogalmazás eredetét és a szerzői jogokat jelzi, nem szolgál a cikkben szereplő információk forrásmegjelöléseként.